# Санта-Марія-ін-Пальміс

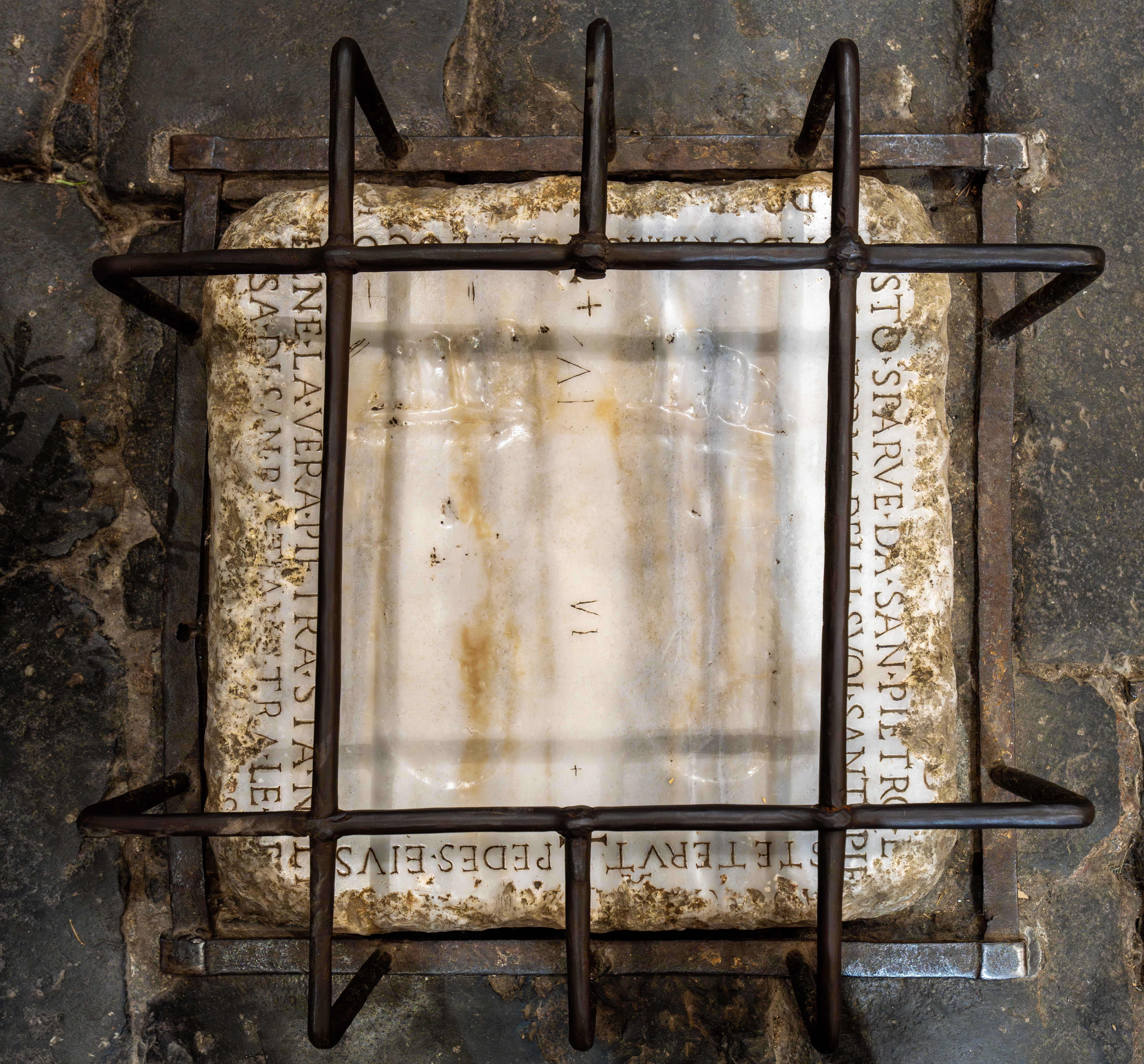
Копія відбитків ніг Ісуса Христа

Доміне-Кво-Вадіс (лат. Domine quo vadis? — «Куди йдеш, Господи»), також — Санта-Марія-ін-Пальміс (італ. Santa Maria in Palmis) — невелика церква на південному сході Риму на Аппієвій дорозі.

## Історія
Церква називається так, бо стоїть на місці, де за легендою, Петро (апостол), який утік з Риму після знищення майже всіх тамтешніх християн, зустрів Христа, до якого звернувся із питанням: «Куди ти йдеш, Господи» (лат. Domine quo vadis?), На що отримав відповідь: «Оскільки ти залишаєш народ Мій, Я йду в Рим на нове розп'яття». (лат. Eo Romam iterum crucifigi). Після цього Петро повернувся назад в місто і прийняв мученицьку смерть.
Однонавова церква заснована у IX столітті, була повністю перебудована в 1637 році на замовлення Франческо Барберіні. У церкві зберігається копія каменю (оригінал у Сан Себастьяно фуорі ле Мура) з відбитком ніг (за легендою, Ісуса Христа). Цей камінь є табличкою з побажанням щасливого повернення, також можливо походить з давньоримського храму Dio Redicolo (Редікул — римський Бог Повернення), який розташовувався поблизу церкви.